# آندرس آپلین
آندرس آپلین (انگلیسی: Anders Aplin؛ زادهٔ ۲۱ ژوئن ۱۹۹۱) یک بازیکن فوتبال اهل سنگاپور است. وی همچنین در تیم ملی فوتبال سنگاپور بازی کرده‌است.